# Хаора (округ)
Хаора или Хоура (англ. Howrah, бенг. হাওড়া জেলা) — округ в индийском штате Западная Бенгалия. Образован в 1947 году. Административным центром округа является Хаора — второй по численности населения город Западной Бенгалии.
По данным всеиндийской переписи 2001 года население округа Хаора составляло 4 273 099 человек, из них индуистов — 3 204 077 (74,98 %), мусульман — 1 044 383 (24,44 %), джайнов — 9585 (0,22), христиан — 6284 (0,15 %), сикхов — 3779 и буддистов — 1085 человек.